# Ellen Berg (låtskrivare)
Ellen Annie Beata Berg, född 2 november 1990, är en svensk låtskrivare. Tillsammans med låtskrivaren Moa Carlebecker, även känd under artistnamnet Cazzi Opeia, utgör hon låtskrivarduon Sunshine.
Berg är uppväxt i Malmö. Efter gymnasiet studerade hon vid musiklinjen på Skurups folkhögskola och fortsatte sedan utbildningen på Musikmakarna i Örnsköldsvik, en yrkeshögskoleutbildning för låtskrivare. Hon kom då i kontakt med genren K-pop. Efter examen lärde hon känna Carlebecker, de bildade låtskrivarduon Sunshine och fick kontrakt med musikförlaget EKKO. Tillsammans har de bland annat skrivit låten "Peek-A-Boo" till K-popgruppen Red Velvet. Låten blev en stor hit och hade 2022 över 220 miljoner visningar på Youtube. Hon har sedan dess fortsatt verka inom K-popgenren och haft flera låtar på Billboards listor i Japan och Sydkorea, och bland annat skrivit låtar till det sydkoreanska bandet BTS som är den största gruppen i genren. Sunshine arbetar tätt tillsammans med en annan låtskrivaduo, Jonatan Gusmark och Ludvig Evers som tillsammans kallar sig för Moonshine. I låtskrivarprocessen är Berg och Carlebecker topliners, det vill säga de skriver texterna och melodin medan Moonshine producerar musiken.
Tillsammans med Andreas Carlsson, Moa Carlebecker, Bekuh Boom och producenten Albin Nordqvist skrev hon låten "Wonderland" som framfördes av AleXa som vann American Song Contest 2022. Samma år körade för Cazzi Opeia på "I Can't Get Enough" i Melodifestivalen 2022. I Melodifestivalen 2024 var hon en av låtskrivarna till Cazzi Opeias låt "Give My Heart a Break".
År 2021 fick Berg och Carlebecker regeringens hedersomnämnande för ”insatser inom svensk musiks internationalisering”.